# Tour des Asturies 2016
La 59e édition du Tour des Asturies a eu lieu du 30 avril au 2 mai 2016. La course fait partie du calendrier UCI Europe Tour 2016 en catégorie 2.1.
L'épreuve a été remportée par le Britannique Hugh Carthy (Caja Rural-Seguros RGA), vainqueur de la première étape, qui s'impose 22 secondes devant son coéquipier l'Espagnol Sergio Pardilla et 53 secondes devant le lauréat de la troisième étape, l'Espagnol Daniel Moreno (Movistar).
Daniel Moreno s'adjuge le classement par points tandis que son compatriote Raúl Alarcón (W52-FC Porto) gagne celui de la montagne. De plus le Dominicain Diego Milán (Inteja-MMR Dominican) remporte le classement des Metas Volantes, Hugh Carthy finit meilleur jeune, Israel Nuño (Inteja-MMR Dominican) meilleur Asturien et la formation espagnole Caja Rural-Seguros RGA meilleure équipe.

## Présentation

### Équipes
Classé en catégorie 2.1 de l'UCI Europe Tour, le Tour des Asturies est par conséquent ouvert aux WorldTeams dans la limite de 50 % des équipes participantes, aux équipes continentales professionnelles, aux équipes continentales et aux équipes nationales.
Quinze équipes participent à ce Tour des Asturies - une WorldTeam, une équipe continentale professionnelle, douze équipes continentales et une équipe nationale :
| UCI WorldTeam   | UCI WorldTeam | UCI WorldTeam |
| Nom de l'équipe | Pays          | Code          |
| --------------- | ------------- | ------------- |
| Movistar        | Espagne       | MOV           |

| Équipe continentale professionnelle | Équipe continentale professionnelle | Équipe continentale professionnelle |
| Nom de l'équipe                     | Pays                                | Code                                |
| ----------------------------------- | ----------------------------------- | ----------------------------------- |
| Caja Rural-Seguros RGA              | Espagne                             | CJR                                 |

| Équipes continentales         | Équipes continentales  | Équipes continentales |
| Nom de l'équipe               | Pays                   | Code                  |
| ----------------------------- | ---------------------- | --------------------- |
| Boyacá Raza de Campeones      | Colombie               | BRC                   |
| Burgos BH                     | Espagne                | BUR                   |
| Dare Gobic                    | Serbie                 | DAG                   |
| D'Amico Bottecchia            | Italie                 | AZT                   |
| Euskadi Basque Country-Murias | Espagne                | EUS                   |
| Inteja-MMR Dominican          | République dominicaine | DCT                   |
| Lokosphinx                    | Russie                 | LOK                   |
| Louletano-Hospital de Loulé   | Portugal               | LHL                   |
| Manzana Postobón              | Colombie               | MZN                   |
| Massi-Kuwait Project          | Koweït                 | KCP                   |
| Rádio Popular-Boavista        | Portugal               | RPB                   |
| W52-FC Porto                  | Portugal               | W52                   |

| Équipe nationale           | Équipe nationale | Équipe nationale |
| Nom de l'équipe            | Pays             | Code             |
| -------------------------- | ---------------- | ---------------- |
| Équipe nationale d'Espagne | Espagne          | ESP              |

## Étapes
| Étape     | Date    | Villes étapes               | type              | Distance (km) | Vainqueur d'étape | Leader du classement général |
| --------- | ------- | --------------------------- | ----------------- | ------------- | ----------------- | ---------------------------- |
| 1re étape | 30 avr. | Oviedo – Alto del Acebo     | étape de montagne | 152,5         | Hugh Carthy       | Hugh Carthy                  |
| 2e étape  | 1 mai   | Cangas del Narcea – La Pola | étape vallonnée   | 186,7         | Carlos Betancur   | Hugh Carthy                  |
| 3e étape  | 2 mai   | Bueño – Oviedo              | étape vallonnée   | 121,5         | Daniel Moreno     | Hugh Carthy                  |

## Déroulement de la course

### 1reétape
| Classement de l'étape | Classement de l'étape | Classement de l'étape | Classement de l'étape         | Classement de l'étape |
|                       | Coureur               | Pays                  | Équipe                        | Temps                 |
| --------------------- | --------------------- | --------------------- | ----------------------------- | --------------------- |
| 1er                   | Hugh Carthy           | Royaume-Uni           | Caja Rural-Seguros RGA        | en 4 h 10 min 40 s    |
| 2e                    | Sergio Pardilla       | Espagne               | Caja Rural-Seguros RGA        | + 22 s                |
| 3e                    | Garikoitz Bravo       | Espagne               | Euskadi Basque Country-Murias | + 28 s                |
| 4e                    | Mikel Bizkarra        | Espagne               | Euskadi Basque Country-Murias | + 34 s                |
| 5e                    | Heiner Parra          | Colombie              | Boyacá Raza de Campeones      | + 44 s                |
| 6e                    | Daniel Moreno         | Espagne               | Movistar                      | + 51 s                |
| 7e                    | Javier Moreno         | Espagne               | Movistar                      | + 1 min 6 s           |
| 8e                    | Ángel Madrazo         | Espagne               | Caja Rural-Seguros RGA        | + 1 min 11 s          |
| 9e                    | Fabricio Ferrari      | Uruguay               | Caja Rural-Seguros RGA        | + 1 min 46 s          |
| 10e                   | António Carvalho      | Portugal              | W52-FC Porto                  | + 1 min 46 s          |
| modifier              |                       |                       |                               |                       |

| Classement général | Classement général | Classement général | Classement général            | Classement général |
|                    | Coureur            | Pays               | Équipe                        | Temps              |
| ------------------ | ------------------ | ------------------ | ----------------------------- | ------------------ |
| 1er                | Hugh Carthy        | Royaume-Uni        | Caja Rural-Seguros RGA        | en 4 h 10 min 30 s |
| 2e                 | Sergio Pardilla    | Espagne            | Caja Rural-Seguros RGA        | + 26 s             |
| 3e                 | Garikoitz Bravo    | Espagne            | Euskadi Basque Country-Murias | + 34 s             |
| 4e                 | Mikel Bizkarra     | Espagne            | Euskadi Basque Country-Murias | + 44 s             |
| 5e                 | Heiner Parra       | Colombie           | Boyacá Raza de Campeones      | + 54 s             |
| 6e                 | Daniel Moreno      | Espagne            | Movistar                      | + 1 min 1 s        |
| 7e                 | Javier Moreno      | Espagne            | Movistar                      | + 1 min 16 s       |
| 8e                 | Ángel Madrazo      | Espagne            | Caja Rural-Seguros RGA        | + 1 min 21 s       |
| 9e                 | Fabricio Ferrari   | Uruguay            | Caja Rural-Seguros RGA        | + 1 min 56 s       |
| 10e                | António Carvalho   | Portugal           | W52-FC Porto                  | + 1 min 56 s       |
| modifier           |                    |                    |                               |                    |

### 2eétape
| Classement de l'étape | Classement de l'étape | Classement de l'étape | Classement de l'étape         | Classement de l'étape |
|                       | Coureur               | Pays                  | Équipe                        | Temps                 |
| --------------------- | --------------------- | --------------------- | ----------------------------- | --------------------- |
| 1er                   | Carlos Betancur       | Colombie              | Movistar                      | en 4 h 42 min 11 s    |
| 2e                    | Fabricio Ferrari      | Uruguay               | Caja Rural-Seguros RGA        | + 0 s                 |
| 3e                    | Alexander Vdovin      | Russie                | Lokosphinx                    | + 7 s                 |
| 4e                    | Daniel Moreno         | Espagne               | Movistar                      | + 16 s                |
| 5e                    | Sergey Shilov         | Russie                | Lokosphinx                    | + 16 s                |
| 6e                    | Eduard Prades         | Espagne               | Caja Rural-Seguros RGA        | + 16 s                |
| 7e                    | Garikoitz Bravo       | Espagne               | Euskadi Basque Country-Murias | + 16 s                |
| 8e                    | Sergio Pardilla       | Espagne               | Caja Rural-Seguros RGA        | + 16 s                |
| 9e                    | David Rodrigues       | Portugal              | Rádio Popular-Boavista        | + 16 s                |
| 10e                   | António Carvalho      | Portugal              | W52-FC Porto                  | + 16 s                |
| modifier              |                       |                       |                               |                       |

| Classement général | Classement général | Classement général | Classement général            | Classement général |
|                    | Coureur            | Pays               | Équipe                        | Temps              |
| ------------------ | ------------------ | ------------------ | ----------------------------- | ------------------ |
| 1er                | Hugh Carthy        | Royaume-Uni        | Caja Rural-Seguros RGA        | en 8 h 52 min 57 s |
| 2e                 | Sergio Pardilla    | Espagne            | Caja Rural-Seguros RGA        | + 26 s             |
| 3e                 | Garikoitz Bravo    | Espagne            | Euskadi Basque Country-Murias | + 34 s             |
| 4e                 | Mikel Bizkarra     | Espagne            | Euskadi Basque Country-Murias | + 44 s             |
| 5e                 | Daniel Moreno      | Espagne            | Movistar                      | + 1 min 1 s        |
| 6e                 | Ángel Madrazo      | Espagne            | Caja Rural-Seguros RGA        | + 1 min 21 s       |
| 7e                 | Heiner Parra       | Colombie           | Boyacá Raza de Campeones      | + 1 min 21 s       |
| 8e                 | Fabricio Ferrari   | Uruguay            | Caja Rural-Seguros RGA        | + 1 min 36 s       |
| 9e                 | David Rodrigues    | Portugal           | Rádio Popular-Boavista        | + 1 min 56 s       |
| 10e                | António Carvalho   | Portugal           | W52-FC Porto                  | + 1 min 56 s       |
| modifier           |                    |                    |                               |                    |

### 3eétape
| Classement de l'étape | Classement de l'étape | Classement de l'étape | Classement de l'étape         | Classement de l'étape |
|                       | Coureur               | Pays                  | Équipe                        | Temps                 |
| --------------------- | --------------------- | --------------------- | ----------------------------- | --------------------- |
| 1er                   | Daniel Moreno         | Espagne               | Movistar                      | en 2 h 57 min 58 s    |
| 2e                    | Sergio Pardilla       | Espagne               | Caja Rural-Seguros RGA        | + 0 s                 |
| 3e                    | Hugh Carthy           | Royaume-Uni           | Caja Rural-Seguros RGA        | + 2 s                 |
| 4e                    | António Carvalho      | Portugal              | W52-FC Porto                  | + 18 s                |
| 5e                    | David Rodrigues       | Portugal              | Rádio Popular-Boavista        | + 18 s                |
| 6e                    | Garikoitz Bravo       | Espagne               | Euskadi Basque Country-Murias | + 19 s                |
| 7e                    | Heiner Parra          | Colombie              | Boyacá Raza de Campeones      | + 19 s                |
| 8e                    | Frederico Figueiredo  | Portugal              | Rádio Popular-Boavista        | + 19 s                |
| 9e                    | Mikel Bizkarra        | Espagne               | Euskadi Basque Country-Murias | + 23 s                |
| 10e                   | Sergey Shilov         | Russie                | Lokosphinx                    | + 41 s                |
| modifier              |                       |                       |                               |                       |

## Classements finals

### Classement général final
| Classement général final | Classement général final | Classement général final | Classement général final      | Classement général final |
|                          | Coureur                  | Pays                     | Équipe                        | Temps                    |
| ------------------------ | ------------------------ | ------------------------ | ----------------------------- | ------------------------ |
| 1er                      | Hugh Carthy              | Royaume-Uni              | Caja Rural-Seguros RGA        | en 11 h 50 min 53 s      |
| 2e                       | Sergio Pardilla          | Espagne                  | Caja Rural-Seguros RGA        | + 22 s                   |
| 3e                       | Daniel Moreno            | Espagne                  | Movistar                      | + 53 s                   |
| 4e                       | Garikoitz Bravo          | Espagne                  | Euskadi Basque Country-Murias | + 55 s                   |
| 5e                       | Mikel Bizkarra           | Espagne                  | Euskadi Basque Country-Murias | + 1 min 9 s              |
| 6e                       | Heiner Parra             | Colombie                 | Boyacá Raza de Campeones      | + 1 min 42 s             |
| 7e                       | Ángel Madrazo            | Espagne                  | Caja Rural-Seguros RGA        | + 2 min 4 s              |
| 8e                       | António Carvalho         | Portugal                 | W52-FC Porto                  | + 2 min 16 s             |
| 9e                       | David Rodrigues          | Portugal                 | Rádio Popular-Boavista        | + 2 min 16 s             |
| 10e                      | Fabricio Ferrari         | Uruguay                  | Caja Rural-Seguros RGA        | + 2 min 17 s             |
| modifier                 |                          |                          |                               |                          |

### Classements annexes
| Classement par points | Classement par points | Classement par points | Classement par points  | Classement par points |
| --------------------- | --------------------- | --------------------- | ---------------------- | --------------------- |
|                       | Coureur               | Pays                  | Équipe                 | Point(s)              |
| 1er                   | Daniel Moreno         | Espagne               | Movistar               | 64 points             |
| 2e                    | Sergio Pardilla       | Espagne               | Caja Rural-Seguros RGA | 48 pts                |
| 3e                    | António Carvalho      | Portugal              | W52-FC Porto           | 34 pts                |
| modifier              |                       |                       |                        |                       |

| Classement de la montagne | Classement de la montagne | Classement de la montagne | Classement de la montagne | Classement de la montagne |
| ------------------------- | ------------------------- | ------------------------- | ------------------------- | ------------------------- |
|                           | Coureur                   | Pays                      | Équipe                    | Point(s)                  |
| 1er                       | Raúl Alarcón              | Espagne                   | W52-FC Porto              | 25 points                 |
| 2e                        | Hugh Carthy               | Royaume-Uni               | Caja Rural-Seguros RGA    | 17 pts                    |
| 3e                        | Sergio Higuita            | Colombie                  | Manzana Postobón          | 15 pts                    |
| modifier                  |                           |                           |                           |                           |

| Classement des Metas Volantes | Classement des Metas Volantes | Classement des Metas Volantes | Classement des Metas Volantes | Classement des Metas Volantes |
| ----------------------------- | ----------------------------- | ----------------------------- | ----------------------------- | ----------------------------- |
|                               | Coureur                       | Pays                          | Équipe                        | Point(s)                      |
| 1er                           | Diego Milán                   | République dominicaine        | Inteja-MMR Dominican          | 7 points                      |
| 2e                            | Arnau Solé                    | Espagne                       | Burgos BH                     | 6 pts                         |
| 3e                            | Marc Soler                    | Espagne                       | Movistar                      | 3 pts                         |
| modifier                      |                               |                               |                               |                               |

| Classement du meilleur jeune | Classement du meilleur jeune | Classement du meilleur jeune | Classement du meilleur jeune | Classement du meilleur jeune |
|                              | Coureur                      | Pays                         | Équipe                       | Temps                        |
| ---------------------------- | ---------------------------- | ---------------------------- | ---------------------------- | ---------------------------- |
| 1er                          | Hugh Carthy                  | Royaume-Uni                  | Caja Rural-Seguros RGA       | en 11 h 50 min 53 s          |
| 2e                           | Alexander Vdovin             | Russie                       | Lokosphinx                   | + 4 min 2 s                  |
| 3e                           | Robinson Ortega              | Colombie                     | Boyacá Raza de Campeones     | + 4 min 59 s                 |
| modifier                     |                              |                              |                              |                              |

| Classement du meilleur coureur asturien | Classement du meilleur coureur asturien | Classement du meilleur coureur asturien | Classement du meilleur coureur asturien | Classement du meilleur coureur asturien |
|                                         | Coureur                                 | Pays                                    | Équipe                                  | Temps                                   |
| --------------------------------------- | --------------------------------------- | --------------------------------------- | --------------------------------------- | --------------------------------------- |
| 1er                                     | Israel Nuño                             | Espagne                                 | Inteja-MMR Dominican                    | en 12 h 1 min 54 s                      |
| 2e                                      | Gonzalo Andrés                          | Espagne                                 | Équipe nationale d'Espagne              | + 7 min 39 s                            |
| 3e                                      | Juan Manuel García                      | Espagne                                 | Équipe nationale d'Espagne              | + 46 min 32 s                           |
| modifier                                |                                         |                                         |                                         |                                         |

| Classement par équipes | Classement par équipes        | Classement par équipes | Classement par équipes |
|                        | Équipe                        | Pays                   | Temps                  |
| ---------------------- | ----------------------------- | ---------------------- | ---------------------- |
| 1re                    | Caja Rural-Seguros RGA        | Espagne                | en 35 h 35 min 15 s    |
| 2e                     | Euskadi Basque Country-Murias | Espagne                | + 3 min 25 s           |
| 3e                     | Movistar                      | Espagne                | + 4 min 42 s           |
| modifier               |                               |                        |                        |

### UCI Europe Tour
Ce Tour des Asturies attribue des points pour l'UCI Europe Tour 2016, y compris aux coureurs faisant partie d'une équipe ayant un label WorldTeam. De plus la course donne le même nombre de points individuellement à tous les coureurs pour le Classement mondial UCI 2016.
| Position           | 1er | 2e | 3e | 4e | 5e | 6e | 7e | 8e | 9e | 10e | 11e | 12e | 13e à 15e | 16e à 25e |
| Classement général | 125 | 85 | 70 | 60 | 50 | 40 | 35 | 30 | 25 | 20  | 15  | 10  | 5         | 3         |
| Par étape          | 14  | 5  | 3  |    |    |    |    |    |    |     |     |     |           |           |
| Leader, par étape  | 3   |    |    |    |    |    |    |    |    |     |     |     |           |           |

| Cycliste             | Équipe                        | Général | Étape | Leader | Total |
| -------------------- | ----------------------------- | ------- | ----- | ------ | ----- |
| Hugh Carthy          | Caja Rural-Seguros RGA        | 125     | 17    | 6      | 148   |
| Sergio Pardilla      | Caja Rural-Seguros RGA        | 85      | 10    | -      | 95    |
| Daniel Moreno        | Movistar                      | 70      | 14    | -      | 84    |
| Garikoitz Bravo      | Euskadi Basque Country-Murias | 60      | 3     | -      | 63    |
| Mikel Bizkarra       | Euskadi Basque Country-Murias | 50      | -     | -      | 50    |
| Heiner Parra         | Boyacá Raza de Campeones      | 40      | -     | -      | 40    |
| Ángel Madrazo        | Caja Rural-Seguros RGA        | 35      | -     | -      | 35    |
| António Carvalho     | W52-FC Porto                  | 30      | -     | -      | 30    |
| Fabricio Ferrari     | Caja Rural-Seguros RGA        | 20      | 5     | -      | 25    |
| David Rodrigues      | Rádio Popular-Boavista        | 25      | -     | -      | 25    |
| Carlos Betancur      | Movistar                      | 3       | 14    | -      | 17    |
| Frederico Figueiredo | Rádio Popular-Boavista        | 15      | -     | -      | 15    |
| Jesús del Pino       | Burgos BH                     | 10      | -     | -      | 10    |
| Alexander Vdovin     | Lokosphinx                    | 3       | 3     | -      | 6     |
| Igor Merino          | Burgos BH                     | 5       | -     | -      | 5     |
| Beñat Txoperena      | Euskadi Basque Country-Murias | 5       | -     | -      | 5     |
| Sergey Shilov        | Lokosphinx                    | 5       | -     | -      | 5     |
| Alex Aranburu        | Euskadi Basque Country-Murias | 3       | -     | -      | 3     |
| João Benta           | Louletano-Hospital de Loulé   | 3       | -     | -      | 3     |
| José de Segovia      | Louletano-Hospital de Loulé   | 3       | -     | -      | 3     |
| Pablo Guerrero       | Rádio Popular-Boavista        | 3       | -     | -      | 3     |
| Robinson Ortega      | Boyacá Raza de Campeones      | 3       | -     | -      | 3     |
| Juan Ignacio Pérez   | W52-FC Porto                  | 3       | -     | -      | 3     |
| Ibai Salas           | Burgos BH                     | 3       | -     | -      | 3     |
| Pablo Torres         | Burgos BH                     | 3       | -     | -      | 3     |

## Évolution des classements
| Étape              | Vainqueur          | Classement général | Classement par points | Classement de la montagne | Classement des Metas Volantes | Classement du meilleur jeune | Classement par équipes |
| ------------------ | ------------------ | ------------------ | --------------------- | ------------------------- | ----------------------------- | ---------------------------- | ---------------------- |
| 1                  | Hugh Carthy        | Hugh Carthy        | Hugh Carthy           | Raúl Alarcón              | Diego Milán                   | Hugh Carthy                  | Caja Rural-Seguros RGA |
| 2                  | Carlos Betancur    | Hugh Carthy        | Sergio Pardilla       | Raúl Alarcón              | Diego Milán                   | Hugh Carthy                  | Caja Rural-Seguros RGA |
| 3                  | Daniel Moreno      | Hugh Carthy        | Daniel Moreno         | Raúl Alarcón              | Diego Milán                   | Hugh Carthy                  | Caja Rural-Seguros RGA |
| Classements finals | Classements finals | Hugh Carthy        | Daniel Moreno         | Raúl Alarcón              | Diego Milán                   | Hugh Carthy                  | Caja Rural-Seguros RGA |

## Liste des participants
- Liste de départ complète

| Légende                                | Légende                                                                                         | Légende                                 | Légende                                                                                                  |
| -------------------------------------- | ----------------------------------------------------------------------------------------------- | --------------------------------------- | --- |
| Num                                    | Dossard de départ porté par le coureur sur ce Tour des Asturies                                 | Pos                                     | Position finale au classement général                                                                    |
| Leader du classement général           | Indique le vainqueur du classement général                                                      | Leader du classement par points         | Indique le vainqueur du classement par points                                                            |
| Leader du classement de la montagne    | Indique le vainqueur du classement de la montagne                                               | Leader du classement des Metas Volantes | Indique le vainqueur du classement des Metas Volantes                                                    |
| Leader du classement du meilleur jeune | Indique le vainqueur du classement du meilleur jeune                                            |                                         | Indique un maillot de champion national ou mondial, suivi de sa spécialité                               |
| #                                      | Indique la meilleure équipe                                                                     | NP                                      | Indique un coureur qui n'a pas pris le départ d'une étape, suivi du numéro de l'étape où il s'est retiré |
| AB                                     | Indique un coureur qui n'a pas terminé une étape, suivi du numéro de l'étape où il s'est retiré | HD                                      | Indique un coureur qui a terminé une étape hors des délais, suivi du numéro de l'étape                   |

| Movistar MOV                            | Movistar MOV           | Movistar MOV |
| --------------------------------------- | ---------------------- | ------------ |
| Num                                     | Coureur                | Pos          |
| 1                                       | Jorge Arcas (ESP)*     | 57e          |
| 2                                       | Carlos Betancur (COL)  | 18e          |
| 3                                       | Imanol Erviti (ESP)    | 55e          |
| 4                                       | José Herrada (ESP)     | AB-2         |
| 5                                       | Juan José Lobato (ESP) | 80e          |
| 6                                       | Javier Moreno (ESP)    | 37e          |
| 7                                       | Daniel Moreno (ESP)    | 3e           |
| 8                                       | Marc Soler (ESP)*      | 48e          |
| Directeur sportif : José Luis Jaimerena |                        |              |

| Caja Rural-Seguros RGA # CJR              | Caja Rural-Seguros RGA # CJR | Caja Rural-Seguros RGA # CJR |
| ----------------------------------------- | ---------------------------- | ---------------------------- |
| Num                                       | Coureur                      | Pos                          |
| 11                                        | Hugh Carthy (GBR)*           | 1er                          |
| 12                                        | Sergio Pardilla (ESP)        | 2e                           |
| 13                                        | Eduard Prades (ESP)          | 30e                          |
| 14                                        | Ángel Madrazo (ESP)          | 7e                           |
| 15                                        | Antonio Molina (ESP)         | 47e                          |
| 16                                        | Fabricio Ferrari (URU)       | 10e                          |
| 17                                        | Jonathan Lastra (ESP)*       | 60e                          |
| 18                                        | Javier Aramendia (ESP)       | 79e                          |
| Directeur sportif : José Miguel Fernández |                              |                              |

| Euskadi Basque Country-Murias EUS | Euskadi Basque Country-Murias EUS | Euskadi Basque Country-Murias EUS |
| --------------------------------- | --------------------------------- | --------------------------------- |
| Num                               | Coureur                           | Pos                               |
| 21                                | Garikoitz Bravo (ESP)             | 4e                                |
| 22                                | Beñat Txoperena (ESP)             | 15e                               |
| 23                                | Alex Aranburu (ESP)*              | 20e                               |
| 24                                | Mikel Bizkarra (ESP)              | 5e                                |
| 25                                | Aitor González Prieto (ESP)       | 59e                               |
| 26                                | Ander Barrenetxea (ESP)           | AB-2                              |
| 27                                | Eneko Lizarralde (ESP)*           | 68e                               |
| 28                                |                                   |                                   |
| Directeur sportif : Jon Odriozola |                                   |                                   |

| Burgos BH BUR                       | Burgos BH BUR         | Burgos BH BUR |
| ----------------------------------- | --------------------- | ------------- |
| Num                                 | Coureur               | Pos           |
| 31                                  | Álvaro Robredo (ESP)* | 89e           |
| 32                                  | Jorge Cubero (ESP)*   | 50e           |
| 33                                  | Víctor Martín (ESP)   | 76e           |
| 34                                  | Pablo Torres (ESP)    | 22e           |
| 35                                  | Ibai Salas (ESP)      | 25e           |
| 36                                  | Arnau Solé (ESP)*     | 73e           |
| 37                                  | Jesús del Pino (ESP)  | 12e           |
| 38                                  | Igor Merino (ESP)     | 14e           |
| Directeur sportif : Darío Hernández |                       |               |

| Équipe nationale d'Espagne ESP        | Équipe nationale d'Espagne ESP | Équipe nationale d'Espagne ESP |
| ------------------------------------- | ------------------------------ | ------------------------------ |
| Num                                   | Coureur                        | Pos                            |
| 41                                    | Marcos Altur (ESP)*            | 81e                            |
| 42                                    | Gonzalo Andrés (ESP)*          | 51e                            |
| 43                                    | Marc Buades (ESP)*             | 58e                            |
| 44                                    | Héctor Carretero (ESP)*        | 64e                            |
| 45                                    | Rodrigo Enriquez (ESP)*        | 45e                            |
| 46                                    | Juan Manuel García (ESP)*      | 88e                            |
| 47                                    | Javier Gil (ESP)*              | 92e                            |
| 48                                    | Noel Gil (ESP)                 | 85e                            |
| Directeur sportif : Pascual Momparler |                                |                                |

| Rádio Popular-Boavista RPB          | Rádio Popular-Boavista RPB  | Rádio Popular-Boavista RPB |
| ----------------------------------- | --------------------------- | -------------------------- |
| Num                                 | Coureur                     | Pos                        |
| 51                                  | Víctor Etxeberria (ESP)*    | AB-2                       |
| 52                                  | Frederico Figueiredo (POR)  | 11e                        |
| 53                                  | Guillaume De Almeida (FRA)  | 84e                        |
| 54                                  | Jacobo Ucha (ESP)*          | 83e                        |
| 55                                  | David Rodrigues (POR)       | 9e                         |
| 56                                  | Pablo Guerrero (ESP)*       | 21e                        |
| 57                                  | Carlos Antón Jiménez (ESP)* | 27e                        |
| 58                                  | Daniel Silva (POR)          | 78e                        |
| Directeur sportif : José dos Santos |                             |                            |

| Louletano-Hospital de Loulé LHL   | Louletano-Hospital de Loulé LHL | Louletano-Hospital de Loulé LHL |
| --------------------------------- | ------------------------------- | ------------------------------- |
| Num                               | Coureur                         | Pos                             |
| 61                                | Micael Isidoro (POR)            | 65e                             |
| 62                                | Miguel Pires (POR)              | HD-1                            |
| 63                                | João Benta (POR)                | 23e                             |
| 64                                | Cristian Cañada (ESP)           | 70e                             |
| 65                                | José de Segovia (ESP)           | 17e                             |
| 66                                | Samuel Magalhães (POR)*         | AB-2                            |
| 67                                | Francisco Cantero (ESP)         | AB-2                            |
| 68                                | Rui Rodrigues (POR)*            | AB-3                            |
| Directeur sportif : Jorge Piedade |                                 |                                 |

| W52-FC Porto W52                 | W52-FC Porto W52         | W52-FC Porto W52 |
| -------------------------------- | ------------------------ | ---------------- |
| Num                              | Coureur                  | Pos              |
| 71                               | Joaquim Silva (POR)*     | 54e              |
| 72                               |                          |                  |
| 73                               | Raúl Alarcón (ESP)       | 75e              |
| 74                               | António Carvalho (POR)   | 8e               |
| 75                               | Daniel Freitas (POR)     | 49e              |
| 76                               | Juan Ignacio Pérez (ESP) | 24e              |
| 77                               | Ángel Sánchez (ESP)*     | 74e              |
| 78                               | João Rodrigues (POR)*    | 26e              |
| Directeur sportif : Nuno Ribeiro |                          |                  |

| Inteja-MMR Dominican DCT              | Inteja-MMR Dominican DCT | Inteja-MMR Dominican DCT |
| ------------------------------------- | ------------------------ | ------------------------ |
| Num                                   | Coureur                  | Pos                      |
| 81                                    | Israel Nuño (ESP)*       | 38e                      |
| 82                                    | William Guzmán (DOM)*    | 91e                      |
| 83                                    | Fernando Grijalba (ESP)  | 42e                      |
| 84                                    | Adrián Núñez (DOM)       | AB-2                     |
| 85                                    | Diego Milán (DOM)        | 72e                      |
| 86                                    | Rafael Márquez (ESP)     | 69e                      |
| 87                                    | Leonardo Mazara (DOM)    | AB-2                     |
| 88                                    | Ignacio Sarabia (MEX)    | 31e                      |
| Directeur sportif : Domènec Carbonell |                          |                          |

| Manzana Postobón MZN                          | Manzana Postobón MZN      | Manzana Postobón MZN |
| --------------------------------------------- | ------------------------- | -------------------- |
| Num                                           | Coureur                   | Pos                  |
| 91                                            | Bernardo Suaza (COL)*     | 34e                  |
| 92                                            | Hernán Parra (COL)        | 53e                  |
| 93                                            | Hernán Aguirre (COL)*     | 52e                  |
| 94                                            | Aldemar Reyes (COL)*      | 36e                  |
| 95                                            | Juan Felipe Osorio (COL)* | 43e                  |
| 96                                            | Hernando Bohórquez (COL)  | AB-1                 |
| 97                                            | Sergio Higuita (COL)*     | 63e                  |
| 98                                            | Marco Suesca (COL)*       | 86e                  |
| Directeur sportif : Luis Fernando Saldarriaga |                           |                      |

| Boyacá Raza de Campeones BRC            | Boyacá Raza de Campeones BRC | Boyacá Raza de Campeones BRC |
| --------------------------------------- | ---------------------------- | ---------------------------- |
| Num                                     | Coureur                      | Pos                          |
| 101                                     | Roller Diagama (COL)*        | 35e                          |
| 102                                     | Diego Ochoa (COL)*           | 32e                          |
| 103                                     | Heiner Parra (COL)           | 6e                           |
| 104                                     | Miguel Flórez (COL)*         | 61e                          |
| 105                                     | Robinson Ortega (COL)*       | 19e                          |
| 106                                     | Néstor García (COL)*         | 40e                          |
| 107                                     | Wilson Rodríguez (COL)*      | 33e                          |
| 108                                     | Yeison Chaparro (COL)        | 29e                          |
| Directeur sportif : Jorge Iván González |                              |                              |

| D'Amico Bottecchia AZT            | D'Amico Bottecchia AZT  | D'Amico Bottecchia AZT |
| --------------------------------- | ----------------------- | ---------------------- |
| Num                               | Coureur                 | Pos                    |
| 111                               | Giorgio Bocchiola (ITA) | 90e                    |
| 112                               | Paolo Ciavatta (ITA)    | 77e                    |
| 113                               | Fabio Chinello (ITA)    | AB-2                   |
| 114                               | Luis Mora (VEN)*        | 62e                    |
| 115                               | Daniel Ginés (ESP)*     | 87e                    |
| 116                               |                         |                        |
| 117                               | Marco Tizza (ITA)*      | 46e                    |
| 118                               | Fabio Tommassini (ITA)  | 82e                    |
| Directeur sportif : Massimo Codol |                         |                        |

| Massi-Kuwait Project KCP          | Massi-Kuwait Project KCP | Massi-Kuwait Project KCP |
| --------------------------------- | ------------------------ | ------------------------ |
| Num                               | Coureur                  | Pos                      |
| 121                               | Rubén Caseny (ESP)       | AB-2                     |
| 122                               | Jonathan Sarmiento (COL) | AB-3                     |
| 123                               | Mehdi Tigrine (BEL)      | AB-2                     |
| 124                               | Axel Costa (ESP)*        | AB-3                     |
| 125                               |                          |                          |
| 126                               | Marc Vilanova (ESP)      | AB-1                     |
| 127                               |                          |                          |
| 128                               |                          |                          |
| Directeur sportif : Eufemio Costa |                          |                          |

| Dare Gobic DAG                          | Dare Gobic DAG            | Dare Gobic DAG |
| --------------------------------------- | ------------------------- | -------------- |
| Num                                     | Coureur                   | Pos            |
| 131                                     | Carlos Lorente (ESP)*     | 67e            |
| 132                                     | Javier Valero (ESP)*      | 66e            |
| 133                                     | Juan Jesús Martínez (ESP) | AB-2           |
| 134                                     | Antonio Domene (ESP)      | 93e            |
| 135                                     | Juan Jesús Mata (ESP)     | AB-2           |
| 136                                     | Juan Antonio Gómez (ESP)  | AB-2           |
| 137                                     |                           |                |
| 138                                     |                           |                |
| Directeur sportif : José Antonio Ortuño |                           |                |

| Lokosphinx LOK                          | Lokosphinx LOK          | Lokosphinx LOK |
| --------------------------------------- | ----------------------- | -------------- |
| Num                                     | Coureur                 | Pos            |
| 141                                     | Sergey Shilov (RUS)     | 13e            |
| 142                                     | Dmitriy Sokolov (RUS)   | 39e            |
| 143                                     | Vasily Neustroev (RUS)  | 71e            |
| 144                                     | Alexander Vdovin (RUS)* | 16e            |
| 145                                     | Sergey Vdovin (RUS)*    | 44e            |
| 146                                     | Artem Samolenkov (RUS)* | 41e            |
| 147                                     | Dmitri Strakhov (RUS)*  | 56e            |
| 148                                     | Vadim Zhuravlev (RUS)*  | 28e            |
| Directeur sportif : Alexander Kuznetsov |                         |                |